# Cephalotes argentiventris
Cephalotes argentiventris é uma espécie de inseto do gênero Cephalotes, pertencente à família Formicidae.